# Quemadmodum
Quemadmodum es una encíclica del papa Pío XII pidiendo el cuidado de los niños pobres del mundo después de la Segunda Guerra Mundial, dada en Roma, el 6 de enero, en la fiesta de la Epifanía, en 1946, en el séptimo año de su pontificado.

## Contenido
El papa señala que durante la Segunda Guerra Mundial, usó toda su capacidad de persuasión para poner fin al conflicto y para garantizar una paz basada en la justicia, la equidad y el derecho. A medida que la guerra terminó, socorrió a varias naciones devastadas por la guerra.
Hay millones de niños inocentes en muchos países, sin las necesidades básicas de vida, sufriendo de frío, hambre y enfermedades. El pontífice y sus organizaciones de ayuda habían ayudado a muchos de ellos, pero su ayuda era insuficiente para la inmensa tarea. Por lo tanto, se dirige a los obispos del mundo pidiendo ayuda adicional y alivio.

A nuestros ojos se presentan, Venerables Hermanos, esas ingentes multitudes de niños que, pereciendo de hambre y casi acabados, piden pan con sus tiernas manitas «y no hay quien se lo distribuya; que, sin habitación y sin vestido bajo el rigor invernal, agonizan temblorosos, sin un padre y una madre que les vistan y les libren del frío; que, enfermos o minados por la tuberculosis y miseria, carecen de los oportunos cuidados y de las adecuadas medicinas. Con dolor Nos parece verles errar en gran número por las ruidosas calles de las ciudades, entre el ocio y las atracciones del vicio, o por los pueblos, por las aldeas y por los campos, vagando inciertos y errantes, sin que nadie ¡oh dolor! les procure un asilo seguro contra la pobreza y la vida viciosa y criminal. ¿Por qué, pues, los, que tan intensamente amamos a estos hijitos «en las entrañas de Jesucristo»; por qué, Venerables Hermanos, no hemos de alzar una y mil veces nuestra voz, juntamente con vosotros y con todos los que alimentan sentimientos de humanidad, de misericordia y de piedad, para que con todos los recursos de la caridad cristiana, que son muchísimos, os dediquéis, con ánimo generoso y noble, a mitigar y a suavizar esta miserable situación en todas partes?.
Pío XII

Las órdenes del papa, en cada diócesis católicas, deben dar un día en las oraciones públicas asignadas a advertir a los fieles de esta necesidad urgente, y exhortó a que apoyen con sus oraciones, buenas obras y ofrendas para los niños necesitados y abandonados. "En verdad os digo, siempre y cuando lo hiciste por uno de ellos, el más pequeño de mis hermanos, lo hicisteis por mí" (Mt. 25, 40).
El pontífice señala que estos niños serán los pilares de la próxima generación y por lo tanto es fundamental que crezcan sanos de mente y cuerpo. Nadie debe dudar, entonces, en contribuir con tiempo y dinero para una causa tan oportuna y esencial. Los menos ricos que dan lo que pueden con la mano abierta y el corazón dispuesto. Los que viven en el lujo recuerden que la indigencia, el hambre y la desnudez de estos niños constituyen una acusación grave de ellos ante Dios. Todos deben estar convencidos de que su generosidad no será pérdida sino ganancia. Que dar a los pobres es un préstamo a Dios que, en su propio tiempo, pagará su generosidad con intereses abundantes.

La Iglesia cuida de los bebés y los niños siguiendo el ejemplo de su Fundador. Mientras que los ejercicios dan todo el cuidado posible para ver que se les proporcione comida, refugio y ropa para sus cuerpos, que no ignoran o descuidan sus almas -nace, por así decirlo, de la respiración de Dios- parecen retratar la belleza radiante de los Cielos.
Pío XII